# Laura Carter Holloway
Laura Carter Holloway-Langford (Nashville, 1848 - Canaan, 1930) was een Amerikaanse journalist, helderziende en theosoof, die een chela werd van de Mahatma's.
Haar vader was Samuel Jefferson Carter en haar moeder heette Ann Vaulx Carter. Haar ouders hadden een boerenbedrijf. Laura kwam uit een gezin met veertien kinderen en kreeg les aan de Nashville Female Academy. In 1862 huwde ze Junius Brutus Holloway, luitenant in de Union Army. Ze kregen in 1864 een zoon, Charles. Het huwelijk hield echter geen stand en Laura vertrok naar New York, waar ze zich met schrijven in het onderhoud voorzag. Ze schreef in 1870 de bestseller Ladies of the White House en werd associate editor van de Brooklyn Dailey Eagle. Ze bleef op die post voor twaalf jaar. Daarnaast was ze sociaal activist en gaf ze lezingen.
In de jaren zeventig van de 19e eeuw kwam ze op het spoor van de theosofie. Ze las Esoteric Buddhism en The Occult World van Alfred Percy Sinnett. In 1884 reisde ze naar Europa om Helena Petrovna Blavatsky in Parijs te ontmoeten. Ze verbleef er ongeveer zes maanden met leden van de Theosophical Society. Laura verbleef bij Francesca Arundale en in juni bij de Sinnetts. Ze werd een leerling van Meester K.H. Sinnett probeerde, onafhankelijk van Blavatsky, via Laura contact te krijgen met de Meesters, maar Blavatsky keurde dat af en adviseerde haar terug te keren naar de Arundales, wat ze uiteindelijk deed. Op 18 juli 1884 stuurde de Meester naar Sinnett een brief, waarin hij schreef nooit via Laura met anderen te hebben gecommuniceerd.
In juli 1884 schreef ze samen met Mohini Mohan Chatterji Man: Fragments of a Forgotten History onder het pseudoniem Twee Chela's. Het werd in 1885 uitgegeven door Reeves and Turner. In dezelfde maand was Laura met Blavatsky, Patience Sinnett en Mohini Chatterji in het atelier van de Duitse schilder Hermann Schmiechen, die toen in Londen woonde.
Op 16 augustus 1884 reisden Laura, Blavatsky, Mohini, Bertram Keightley, mw. Arundale, Francesca Arundale en George Arundale van Londen naar Elberfeld als gasten van Consul Gustav Gebhard en Mary Gebhard. In oktober reisde Laura terug naar New York. Ze bleef in Brooklyn theosoof, schreef artikels voor het tijdschrift The Word , maar werd nooit actief in de Theosophical Society. Ze organiseerde de Seidl Society, die concerten sponsorde van Wagners muziek voor vrouwelijke toehoorders. Ze ontmoette er Edward L. Langford, een Republikeins politicus en handelaar. Ze trouwden in 1890. Edward Langford stierf in 1902. Ze voelde zich later aangetrokken tot de levensstijl van de Shaker gemeenschap, verhuisde naar een boerderij in Canaan (New York) en leefde er tientallen jaren tot haar overlijden in 1930. 

## Werken
- Ladies of The White House, 1870
- Man: Fragments of a Forgotten History, 1885
- The Woman's Story, 1888
- The Story of a Piano, 1900
- Atma Fairy Stories, 1903, een kinderboek door theosofie geïnspireerd

### Man: Fragments of a Forgotten History
In dit boek zetten Holloway en Chatterji leringen van de theosofie uiteen. Het gaat over de komst van een Planetaire geest en de stichting van een Occulte hiërarchie van adepten van de Goede Wet, die geheime kennis bewaken en de mensheid (tegenwoordig ongezien) bijstaan bij haar evolutie. De vijf rassen worden besproken, waarbij de Lemuriërs het 'zwarte', de Atlantiërs het 'rood-gele' en Ariërs de 'bruin-witte' rassen worden genoemd. De afstammelingen van deze drie laatste rassen zouden tegenwoordig de aarde bevolken. De Iapygiërs, die door de Latijnse, arische Itali werden verdreven, zouden een voorbeeld zijn van oude, Atlantische volken, die de vloedrampen overleefden.
De Deva-Bhasa of  Tibetaanse Zansar zou de originele bron zijn van de Arische taal. Zend, de heilige taal van de Zoroastriërs zou van dit Sanzar afstammen. De wieg van het vroege Arische ras zou in Centraal Azië liggen en daar trokken ze wegens overproduktie vandaan naar verschillende delen van de aarde. De Atlantiërs werden in Brahmaanse geschriften Rakshasa's genoemd en hun taal Rakshasi Bhasa. De strijd tussen de Oosterse Atlantiërs en de nieuwkomers, de binnenvallende Ariërs, zou worden beschreven in de Ramayana, dat de geschiedenis vertelt van Ravana, de keizer van de Rakshasa's en de Arische held Rama. In 9565 v. Chr. zouden de zonen van de Vuurnevel (de adepten van de Goede Wet) de overwinning behaald hebben op de zelfzuchtige, zwarte magiërs van Poseidonis, het laatste van de Atlantische continenten.
NootDe Iapygiërs bestonden uit Dauniërs, Messapiërs en Peucetiërs. De laatstgenoemde stam had Peucetis, de zoon van Lycaon, als mythische stamvader. Lycaons slechtheid werd door Zeus met de zondvloed  bestraft. Deukalion en Pyrrha schiepen volgens de Griekse mythologie daarna een nieuw mensengeslacht.